# Reeve Frosler
Reeve Peter Frosler (Port Elizabeth, 11 gennaio 1998) è un calciatore sudafricano, difensore dei Kaizer Chiefs e della nazionale sudafricana.

## Palmarès

### Club

#### Competizioni nazionali
- Campionato sudafricano: 1

Bidvest Wits: 2016-2017
- Coppa di Lega sudafricana: 1

Bidvest Wits: 2017
- Coppa del Sudafrica: 1

Kaizer Chiefs: 2024-2025